# タマで弾き語り
『タマで弾き語り』（たまでひきがたり）は、2008年9月10日に発売された谷山浩子のアルバムである。
アルバムタイトルは、パルテノン多摩にてピアノ弾き語りスタイルのライブレコーディング形式で収録されたことに由来する。

## 解説
谷山浩子の「ソングライター」の部分をクローズアップしたアルバムで、これまでの他の歌手への提供曲などから、自身のアルバムに収録されていないものをセレクトし、セルフカバーした作品。通常はオリジナルアルバムには収録されることのない、社歌・校歌・市歌なども収録されているのが特徴である。
初回限定盤のみ、特典として過去のテレビ映像などを収録したDVDが付属した。

## 収録曲
1. こわれたオルゴール
河合奈保子のミニアルバム、「It's a Beautiful Day」収録作。詞・曲を担当。
2. 息を深く吸う森
伊勢丹のＣＭソング。作曲を担当した。作詞は山川啓介。
3. イマージュ
木之内みどりのシングルＡ面曲。作曲を担当した。作詞は松本隆。
4. ガラスの天球儀
斉藤由貴のアルバム「âge」収録作。歌詞を提供した。作曲は崎谷健次郎。
5. 冬の果実 ～グレアム～
三原順原作の漫画『はみだしっ子』のイメージアルバム「サウンド・コミック・シリーズ はみだしっ子」に提供された楽曲。同作は谷山浩子のプロデュースで制作され、谷山もドラマパートのナレーターとして参加している。
6. 吟遊詩人の森
ロウィナ・コルテスのアルバム「OH,MY LOVE」収録作。詞・曲を担当。
7. MORNING TIME
みずき健原作の漫画『シークエンス』のイメージアルバムに提供された楽曲。
8. MOON GATE
小笠原ちあきのデビューアルバム「ちゃきちゃきはうすのサウンドカーニバル」に提供された楽曲。詞・曲を担当。ジャケットイラストは成田美名子。
9. 袋井市歌〜ここがふるさと〜
10. ネコじゃないモン!
矢野健太郎の同名漫画作品のイメージソング。
11. ねこねこでんわ
ヤマハ音楽教室の教材として提供された楽曲。幼児課テキストに楽譜が掲載されている。詞・曲を担当。
12. いっしょにつくったら
『おかあさんといっしょ』に提供された楽曲。歌詞を担当した。作曲は谷本新。
13. 空色のメロディ〜大好きなグリーンフィールド〜
イメージアルバム『空色のメロディ 水沢めぐみ作品集』に提供された楽曲。
14. 不思議な手紙
三原順原作の漫画『はみだしっ子』のイメージアルバム「サウンド・コミック・シリーズ はみだしっ子」に「われらはみだしっ子」のタイトルで提供され、本作でのセルフカバー時に改題された。
15. 八日市場特別支援学校校歌
16. 走れメロス
1971年、創価学会少年部愛唱歌としてソノシートで発行されたうちの１曲。
17. ヤマハ発動機社歌
18. イカルスの子守唄
石野真子のデビューアルバム「微笑」収録作。詞・曲を担当。
19. 想い出駈けてくる
麻里絵のシングル「気になるあのコ」のＢ面曲。作曲を担当した。作詞は武田全弘。同シングルは、ラジオ番組「通学沿線 気になるあのコ」の主題歌としてリリースされた作品。
20. 黄昏
手嶌葵のアルバム「ゲド戦記歌集」に提供したうちの１曲。作曲を担当した。作詞は宮崎吾朗。
21. なつかしい朝

- 作詞：谷山浩子（1,4-12,14-16,18,21）、山川啓介（2）、松本隆（3）水沢めぐみ（13）、鈴木恵子・橋本初江（17）、武田全弘（19）、宮崎吾朗（20）
- 作曲：谷山浩子（1-3,5-8,10-11,13-21）、崎谷健次郎（4）、大島ミチル（9）、谷本新（12）

### 初回特典DVD
1. 風を忘れて
1977年『コッキーポップTV』より
2. てんぷら★さんらいず
1982年『コッキーポップTV』より
3. メドレー（HIROKO TANIYAMA 35th Anniversary Concert 〜創業三十五周年〜より）
ねこの森には帰れない
カントリーガール
てんぷら★さんらいず
風になれ〜みどりのために〜
DESERT MOON
約束
テルーの唄
MAY